# محافظة كفر الشيخ
محافظة كفر الشيخ،محافظة مصرية، تقع أقصى شمال مصر في دلتا النيل، وعاصمتها هي مدينة كفر الشيخ، تقع كامل مساحتها شمال الدلتا وتطل على البحر الأبيض المتوسط. وتقسّم المحافظة إدارياً إلى 10 مراكز تضم 13 مدينة هم: كفر الشيخ ودسوق وفوّه ومطوبس وقلّين وسيدي سالم والرياض وسيدي غازي وبيلا والحامول وبلطيم ومصيف بلطيم وبرج البرلس. تحتفل المحافظة بعيدها القومي في 4 نوفمبر من كل عام لإحياء ذكرى الانتصار في معركة البرلس البحرية سنة 1956.
تصل نسبة الأمية بمحافظة كفر الشيخ إلى 36,7% من إجمالي السكان، وتعد جامعة كفر الشيخ أحد أهم المؤسسات التعليمية بالمحافظة، وقد تم إنشاؤها بقرار جمهوري عام 2006 بعد فصلها عن جامعة طنطا، كما لجامعة الأزهر كليات بمدينتي كفر الشيخ ودسوق.[بحاجة لمصدر]
النشاط الاقتصادي الرئيسي لسكان المحافظة هو الزراعة والصيد، خاصةً الأراضي الجنوبية للمحافظة والأراضي المطلعة على نهر النيل - فرع رشيد. وتوجد بالمحافظة كافة أنواع المحاصيل الزراعية والخضر والفاكهة. كذلك يساهم النشاط الصناعي بقوة بجانب النشاط الزراعي بمدن كفر الشيخ ودسوق ومطوبس وبلطيم والحامول على وجه الخصوص.
وتعتبر المحافظة الأولى على مستوى الجمهورية في زراعة القطن طويل التيلة الخاص بالتصدير.
احتلت محافظة كفر الشيخ المرتبة السادسة عشر عام 2006 في ترتيب المحافظات المصرية الموجودة في وادي النيل والدلتا من حيث جودة الحياة ورُقي مستوى الخدمات.
 أما بالنسبة للطرق والمواصلات؛ فيخترق الطريق الدولي الساحلي شمال المحافظة قاطعاً بحيرة البرلس وهو من أهم الطرق في مصر، بينما باقي الطرق واصلة المدن والقرى ببعضها وبالمحافظات الأخرى، كما يوجد رابط بطريق القاهرة - الإسكندرية الزراعي.

## جغرافيا
تقع محافظة كفر الشيخ شمال جمهورية مصر العربية بين فرعي نهر النيل في الجزء الشمالي الغربي من دلتا نهر النيل، ويحدها شمالاً البحر الأبيض المتوسط بامتداد 100 كم، وجنوباً محافظة الغربية، ومن الشرق محافظة الدقهلية، ومن الغرب نهر النيل - فرع رشيد بامتداد 85 كم، حيث تمتد محافظة كفر الشيخ بين دائرتي عرض 31° و 37 َ31° شمالاً، وخطي طول 20 َ30° و 20 َ 31°. تقع بحيرة البرلس داخل حدود المحافظة بمساحة قدرها 120 ألف فدان، وتتصل البحيرة بالبحر المتوسط عبر بوغاز البرلس والذي يبلغ اتساعه 44 متراً.
وتبلغ مساحة محافظة كفر الشيخ حوالي 3466,7 كم2 أي 825,1 ألف فدان تمثل 28,1% من جملة مساحة إقليم الدلتا ونحو 0,35% تقريباً من جملة مساحة الجمهورية. ووصل تعداد سكانها التقديري إلى 3,172,753 نسمة سنة 2015. والمحافظة تعتبر بذلك الثانية من حيث المساحة والرابعة من حيث عدد السكان بين محافظات إقليم الدلتا.
يسود المحافظة مناخ البحر المتوسط، ودرجة الحرارة تتراوح ما بين 13,2 درجة مئوية في يناير (شتاء) و 26,6 درجة مئوية في يوليو (صيفاُ). والأمطار تتراوح كميتها ما بين 140 مللي إلى 250 مللي في العام. والرياح بشكل عام غربية وشمالية غربية.

### طبوغرافية المحافظة
تتمتع محافظة كفر الشيخ بتنوع في الحياة الطبيعية بسبب تنوع البيئات وتنوع طوبوغرافية الأرض ويمكن تصنيف البيئات الطبيعيـة في المحافظة إلى ثلاثة أنواع رئيسية:
1. بيئات زراعية وحضرية.
2. بيئات ساحلية.
3. أراضي رطبة.

والتي تنفرد كل منها بما يميزه من الحياة الحيوانية والنباتات والتنوع الأحيائي الخاص بها.
تغطي وسط وجنوب المحافظة رواسب العصر الجيولوجي الحديث (عصر الهولوسين)، وهي تكوينات بنية داكنة اللون تتكون من رواسب الطين والصلصال والطين الرملي.
وهذه الرواسب تترسب فوق الروسوبيات البحرية القديمة (تكوينات ما تحت الدلتا) والتي ترجع إلى عصر البليستوسين، وهي تتميز بلونها الأصفر والتي تتكون من الرمال الخشنة والناعمة والحصى الذي يتكون من الكوارتز أو الصخور النارية والمتحولة. أما النطاق الشمالي الساحلي فهو ساحل رملي منخفض يتكون من رواسب هشة لينة تنتمي لعصريّ البليستوسين والهولوسين.
توضح جميع الدراسات الجيولوجية القديمة أن إقليم البرلس شمال المحافظة كانت أقل جفافاً من عصرنا الحالي مع وجود كثير من النباتات. وكذلك كان شاطئ منطقة الدلتا مكوّن أساساً من طمي وتزداد فيه المستنقعات والمنخفضات. وفي موسـم الفيضان كانت هذه المنخفضات تمتلئ بالمياه العذبة مكونة سلسلة من البحيرات الصغيرة والأراضي الرطبة. وكانت هذه المستنقعات مليئة بالمواد العضوية والرسوبيات الناتجة من تحليل بقايا النباتات؛ لذلك كانت معظم هذه المياه عديمة الأكسجين. كما كانت مليئة بأصداف بعض الرخويات ذات
المصراعين خاصة نوع كارديوم. أما المنطقة الساحلية فيتكون فيهـا شاطئ رملي نتيجة الرسوبيات التي كانت تنقلها أمواج البحر المتوسط.

## التقسيم الإداري
تتكون محافظة كفر الشيخ من 10 مراكز إدارية؛ تضم 13 مدينة و2,801 تجمع سكاني ريفي:
مرت الخريطة الإدارية لمحافظة كفر الشيخ بعدة تغيرات في حدودها الخارجية، وذلك من ظهورها وحتى مرحلة الاستقرار الحالية. ففي السادس والعشرين من نوفمبر سنة 1931؛ أصدرت نظارة الداخلية قراراً بإنشاء مأمورية باسم مأمورية كفر الشيخ وتكون تابعة لمديرية الغربية ويكون مقرها بندر كفر الشيخ، وتشمل دائرة اختصاصها مراكز: كفر الشيخ ودسوق وفوه ومأمورية البرلس.
ثم في السادس عشر من أكتوبر سنة 1938، صدر قرار وزاري بإلحاق مركز بيلا الذي أنشئ في العام نفسه إلى مأمورية كفر الشيخ فصلاً عن مديرية الغربية. ثم في عام 1949 تم فصل مأمورية كفر الشيخ عن مديرية الغربية في عهد الملك فاروق الأول بالقانون رقم 149 لسنة 1949 ولتصبح تحت مسمى جديد وهو مديرية الفؤادية؛ نسبة إلى الملك فؤاد الأول. وبعد إعلان الجمهورية؛ وتحديداً سنة 1955، صدر القانون رقم 191 الذي ألغى اسم الفؤادية وبموجبه أصبحت تُسمّى مديرية كفر الشيخ. وفي سنة 1960 صدر قرار جمهوري من الرئيس الأسبق جمال عبد الناصر برقم 1755 بتغيير اسمها من مديرية كفر الشيخ إلى محافظة كفر الشيخ، وهو اسمها الحالي. وذلك مع إقرار قوانين المحليات الجديد والذي حوّل المديريات إلى محافظات، وكانت تتكون إدارياً في ذلك الوقت من سبعة مراكز: كفر الشيخ ودسوق والبرلس وبيلا وسيدي سالم وفوه وقلين.

## السكان

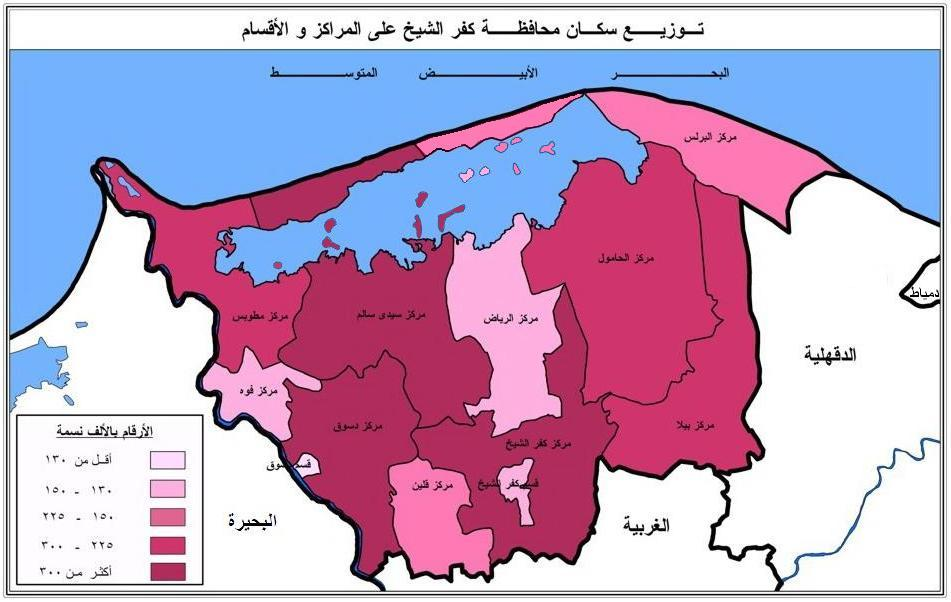
توزيع سكان محافظة كفر الشيخ على المراكز والأقسام سنة 2009

بلغ عدد سكان محافظة كفر الشيخ حوالي 3,941,293 نسمة حسب التعداد التقديري لعام 2015. وتصل الكثافة العامة بها إلى 846.5 نسمة/كم² (2015)، بينما هي في عموم مصر 59 نسمة/كم²، وفي الوجه البحري تصل إلى 931 نسمة/كم²؛ وذلك بحسب إحصاءات عام 1996.

## أعلام المحافظة
- الشيخ إبراهيم الدسوقي
- السيد سعد الجزايرلي , شاعر وصحي
- طاهر البرمبالي, شاعر
- سعد شحاتة , شاعر
- الشيخ طلحة أبي سعيد بن مدين التلمساني
- الزعيم سعد زغلول , قائد ثورة 1919
- عبدالله عبد الصبور , اذاعي وشاعر
- سمير المنزلاوي , كاتب قصة قصيرة
- الإمام الأكبر الشيخ محمد النشرتي المالكي، شيخ الأزهر الأسبق
- الشيخ محمد حسين الذهبي وزير الأوقاف الأسبق
- الإمام الأكبر الشيخ عبد الباقي القليني المالكي، شيخ الأزهر الأسبق
- الإمام الأكبر الدكتور محمد عبد الرحمن بيصار، شيخ الأزهر الأسبق
- الشيخ محمد زكي السيد، من علماء الأزهر الشريف
- الشيخ محمد عبد اللطيف دراز، من علماء الأزهر الشريف
- الشيخ عبد العاطي عبد المجيد الشباسي من علماء الأزهر الشريف
- محمد عمارة، مفكر إسلامي مصري، ومؤلف ومحقق وعضو مجمع البحوث الإسلامية بالأزهر
- الشيخ أحمد المحلاوي، داعية إسلامي
- الشيخ أبو إسحاق الحويني، داعية إسلامي
- الأستاذ الدكتور صفوت حجازي، داعية إسلامي
- الأستاذ الدكتور محمد الزفتاوي، داعية إسلامي
- الدكتور أحمد زويل , حاص علي جائزة نوبل للعلوم
- المهندس محمد عطا
- يونس شلبي , ممثل قدير
- خيري شلبي، كاتب صحفي ومقدم برامج تليفزيونية
- عبد الرحمن البيلي، وزير المالية الأسبق
- فاروق جويدة، شاعر
- إسماعيل بريك، شاعر
- أسامة أنور عكاشة، كاتب ومؤلف
- مصطفى متولي، ممثل
- إسماعيل عبد الحافظ، مخرج
- علاء مرسي، ممثل
- الفريق مجدي حتاتة رئيس أركان القوات المسلحة المصرية الأسبق
- اللواء عادل لبيب محافظ الإسكندرية ووزير التنمية المحلية الأسبق
- محمد فريد خميس، رجل أعمال
- حمدين صباحي ناشط سياسي ومؤسس حزب الكرامة
- الشحات مبروك، لاعب كمال أجسام
- رامي السبيعي، لاعب كمال أجسام
- فؤاد سراج الدين وزير الداخلية الأسبق في حكومة الوفد
- عبد الحميد بسيوني، لاعب كرة قدم
- زكريا ناصف، لاعب كرة قدم
- حسام غالي، لاعب كرة قدم
- محمد الشناوي، لاعب كرة قدم
- فريد شوقي، لاعب كرة قدم
- محمود تريزيجيه، لاعب كرة قدم

## معرض الصور

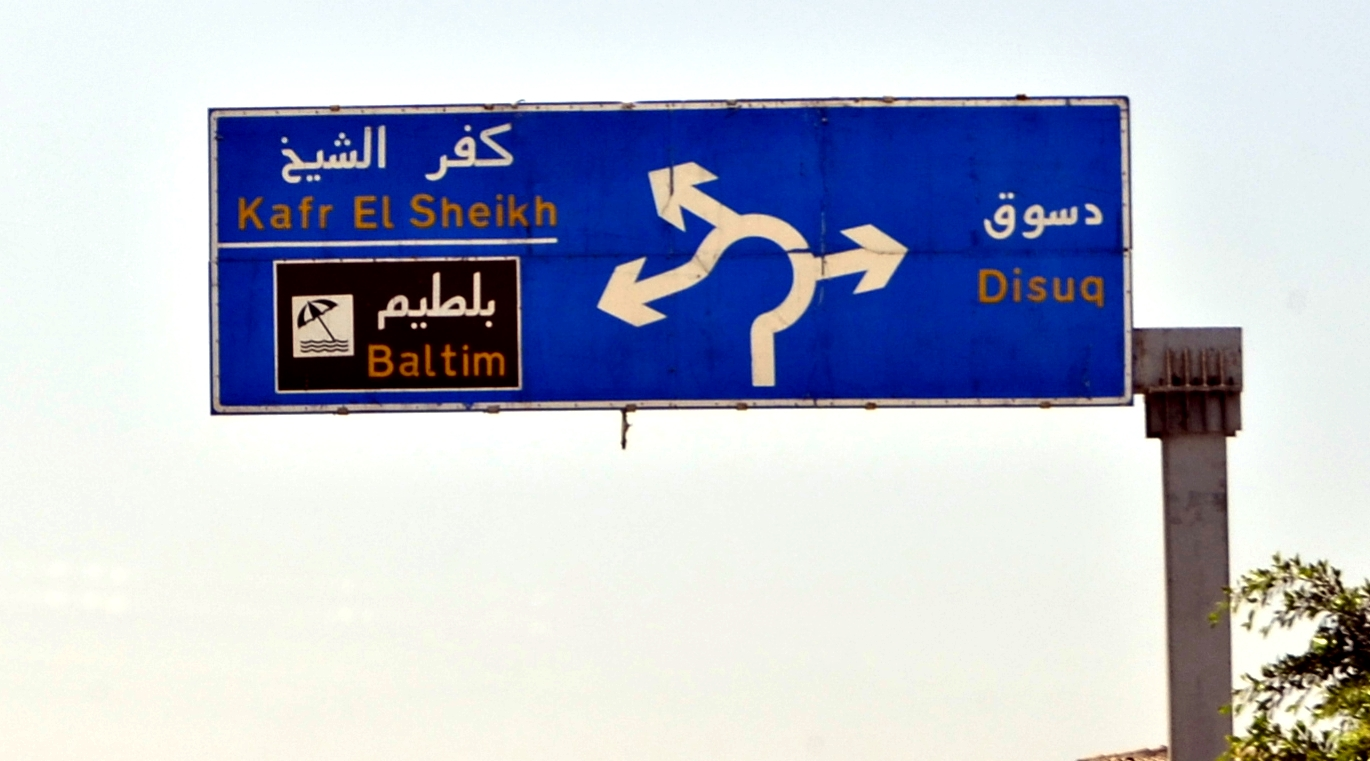
لافتة تُبيّن اتجاهات دسوق ومدينة كفر الشيخ وبلطيم.
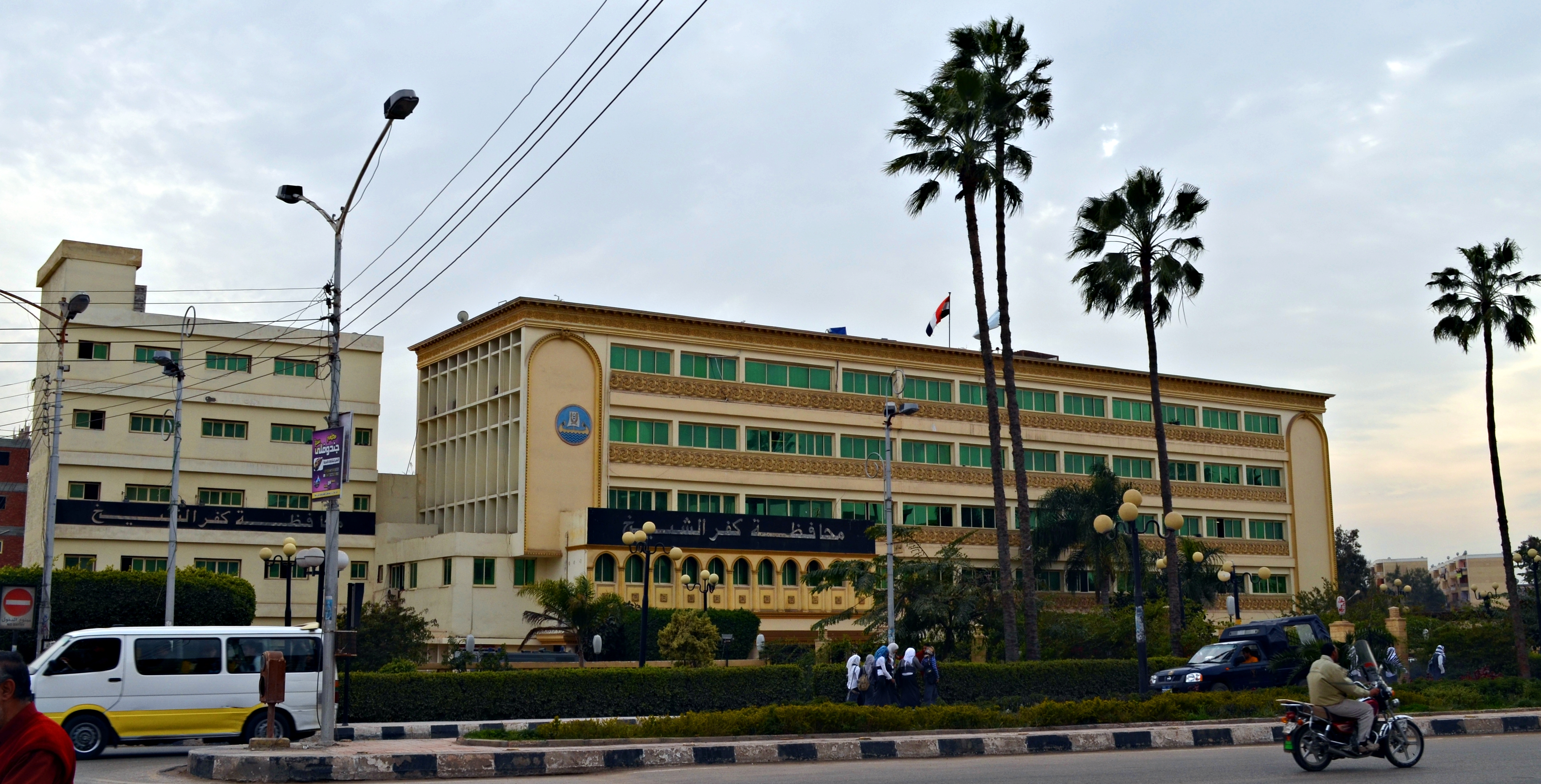
مبنى ديوان عام محافظة كفر الشيخ.
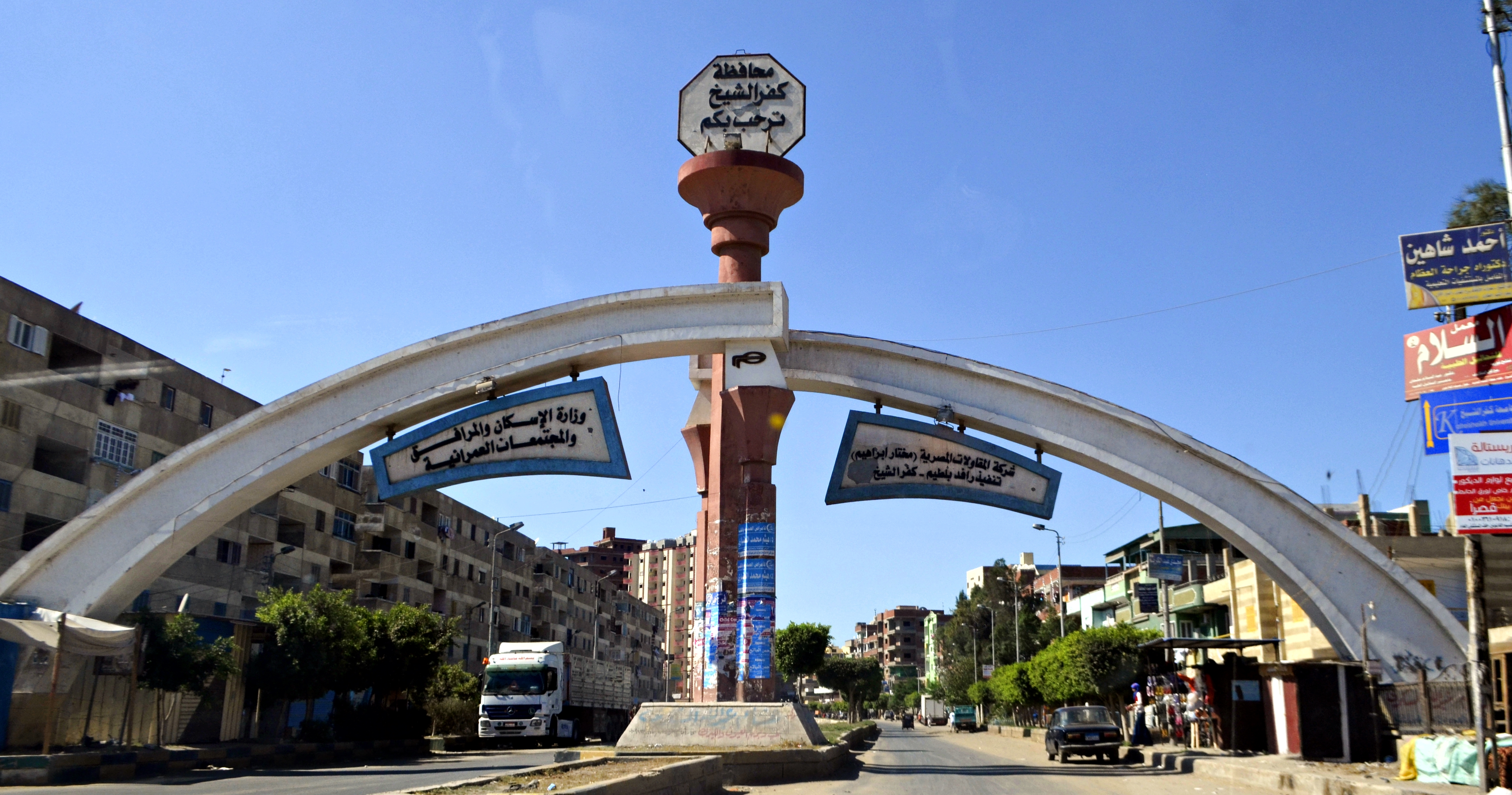
بوابة المحافظة بسخا.
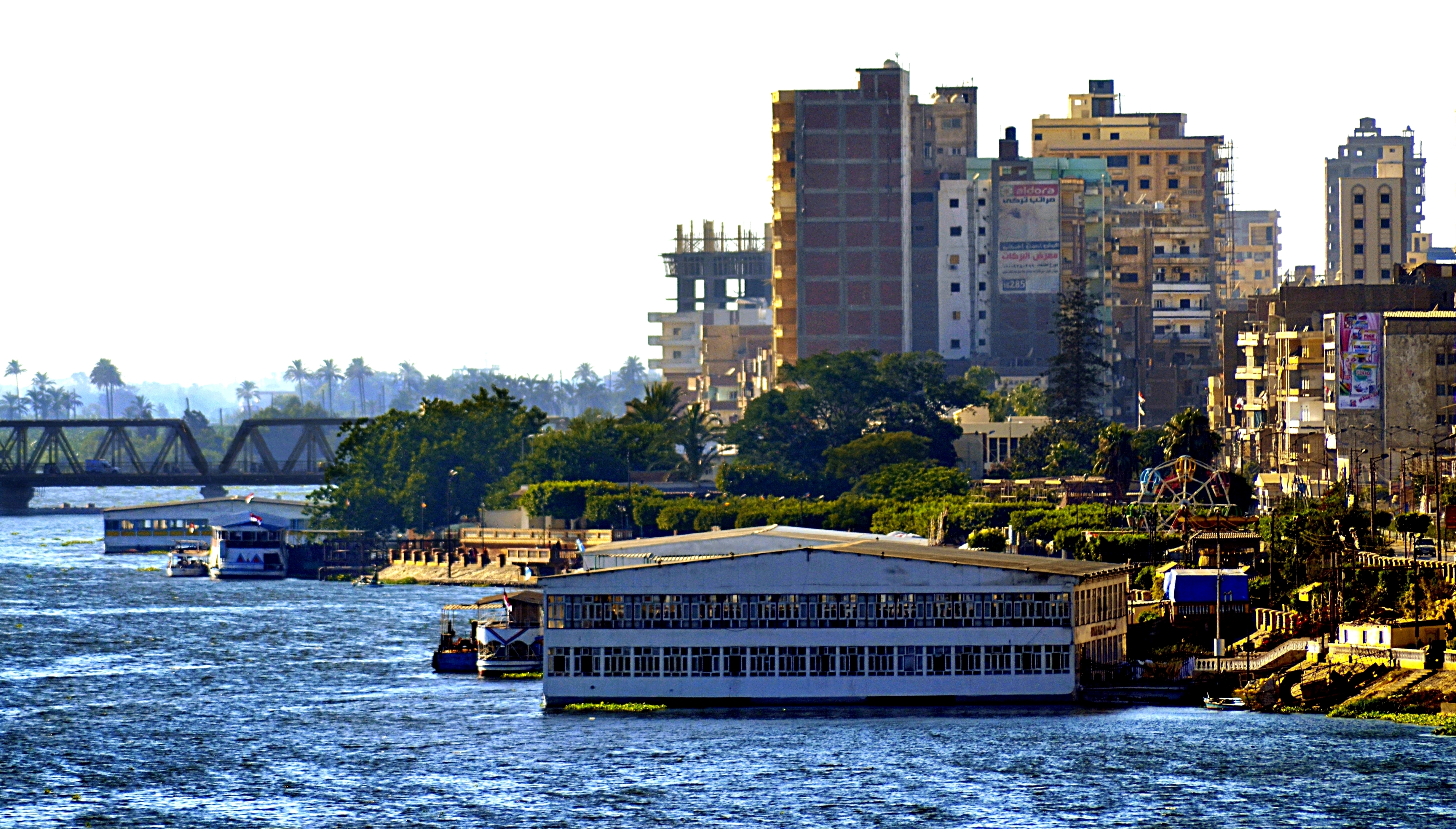
نهر النيل عند مدينة دسوق.